# 鈴木豊美
鈴木 豊美（すずき とよみ、1981年10月4日 - ）は、静岡県出身の元タレント、レースクイーン。

## 来歴
- 2005年に自ら応募し、出演したテレビ東京のオーディション番組「OUT★PUT」が初のテレビ出演。そこで共演した村岡沙耶香のマネージャーにスカウトされ、事務所に入る。
- 本格的なデビューは、2006年1月の東京オートサロンでEXEDYブースのコンパニオンとして。
- レースクイーンデビューは、ファン投票で選出された「WILLCOM R&D SPORT GIRL」
- 2006年のオートギャラリーでレースクイーングランプリ2006　グランプリを受賞。
- 2006年8月から11月まで行われた第1回sabraブロガール選手権でグランプリを受賞。見事にグラビアデビューを果たす。
- 2008年から事務所をケイポイントから大阪のエモーション・カンパニーに移す。
- 2009年からフリーで活動。

## 人物
- 趣味は、インターネット、お菓子作りなど
- 特技は、タイピング、トランペット
- 飼い猫は「なすび」と言い、サインもこの猫をモチーフにしたもの。
- ブログの更新頻度があまりにも低く、放置しすぎるため「放置民」と名付けられる。

## 主な活動

### レースクイーン
- 2006年 SUPER GT WILLCOM R&D SPORT GIRL
- 2007年 フォーミュラ・ニッポン DHG TOM'S Racing レースクイーン
- 2007年 スーパー耐久 EXEDY with シーケンシャルガール
- 2007年 鈴鹿8耐 BATTLE & ミハラレーシング レースクイーン
- 2008年 SUPER GT クムホ　エクスタギャル
- 2008年 スーパー耐久 BLACK ILLUSION GIRL（シーケンシャル）

### コンパニオン
- 2006年 東京オートサロン EXEDYブース
- 2007年 東京オートサロン・大阪オートメッセ・福岡オートサロン EXEDYブース

### テレビ
- OUT★PUT（テレビ東京、2005年）
- くろだ荘の宴（関西テレビ、2007年）
- バリサン ver.3.0（関西テレビ、2007年 - 2008年）
- 紳助のお笑いブートキャンプ（テレビ朝日、2007年）
- ジャイケルマクソン（毎日放送、2008年）
- 美女裁判〜恋愛裁判員制度〜（朝日放送、2008年11月 - ）

## リリース作品

### DVD
- WE@アイドルDVD 鈴木豊美（2007年3月、ソフトバンククリエイティブ・竹緒 TSA14）
- 鈴木豊美 RQ360（2007年9月、マジカル SSBX-2267）
- RQ360 Compilation（2007年11月、マジカル SSBX-2270）

## 賞詞
- 2006年 レースクイーングランプリ2006　グランプリ受賞
- 2006年 第1回sabraブロガール選手権　グランプリ受賞